# نبرد گلون‌آباد
نبرد گلون‌آباد نبردی بود بین سپاهیان هوتکی به رهبری محمود و سپاهیان صفوی به رهبری محمدقلی‌خان اعتمادالدوله در نزدیکی گلون‌آباد که به شکست صفویان انجامید.
نیروهای صفوی حدود ۵۰٬۰۰۰ نفر سرباز و ۲۴ توپ سنگین داشتند و در مقابل شورشیان هوتکی که ۲۰٬۰۰۰ نفر و دارای ۱۰۰ زنبورک (توپخانه سبکی که روی شتر قرار میگرفت) بودند شکست خوردند.

## نبرد
در اواخر تابستان ۱۷۲۱/ ۱۱۳۳ محمود دوباره از دشت لوت گذشت و همچون بار گذشته تعدادی از افراد و چهارپایانش را در گرما و خشکی بیابان از دست داد و در اکتبر/ ذیحجه ۱۱۳۳- محرم۱۳۳۴ به کرمان رسید. شهر محاصره شد اما حکمران آن رستم محمد سعدلو یورش هوتکیان را با وارد آوردن تلفات زیادی به آنان دفع کرد. تا پایان ژانویه ۱۷۲۲/ ربیع‌الثانی۱۱۳۴ زمزمه‌هایی در صفوف هوتکیان درگرفته بود و برخی افراد ترک خدمت کرده بودند که به ناگاه اقبال نامنتظره‌ای به محمود روی آورد؛ رستم محمد سعدلو درگذشت و جانشین او با دادن رشوه به محمود برای پایان دادن محاصره، آبروی او را خرید. محمود به سمت یزد حرکت کرد و در آنجا نیز عقب رانده شد. او از آن شهر درگذشت و به سوی پایتخت صفویان، اصفهان، پیشروی کرد.
در پایتخت دیدگاه‌های متفاوتی وجود داشت. وزیر بر این پایه که نیروهای موجود توان برابری با هوتکیان در فضای باز را ندارند، دفاع از شهر را پیشنهاد می‌کرد؛ دیگران حمله‌ای فوری را سفارش می‌کردند. شاه تصمیم به یورش گرفت، از میان دهقانان و بازرگانان آموزش ندیده که بسیاری شان پیشتر هرگز سلاح بر دست نگرفته بودند، با شتاب زدگی نیرویی در ناحیه اصفهان فراهم شد و این نیروی زار و نزار که تنها با شماری سپاهی هماهنگ از هنگ غلامان و شماری جنگجوی فراهم شده از میان قبیله‌ها، سازماندهی یافته بود برای رویارویی با محمود به سمت گلون آباد در نزدیکی ۲۹ کیلومتری اصفهان رفت. به واسطه اختلاف‌های میان فرماندهان مشترک، یعنی وزیر و والی عربستان، اگر این سپاه هم بختی برای پیروزی داشت آن نیز از بین رفت. تاکتیک‌های جنگی بیجای فرماندهان عملیاتی سپاه صفویه و پایداری سر فرمانده سپاهیان محمود، امان الله خان، شکست احتمالی هوتکیان را به پیروزی دگرگون کرد.
محمود می‌توانست در همان روز ۸ مارس ۱۷۲۲/ یکم جمادی‌الثانی ۱۱۳۴ وارد اصفهان شود اما به اشتباه تصور کرد که نیروهای ذخیره صفوی در اصفهان وجود دارند که به مقابله با وی فرستاده خواهند شد. بدین سان رنج و عذاب طولانی در اصفهان آغاز شد. هوتکیان که تعدادشان کمتر از آن بود که خطر حمله به شهر را بپذیرند، به محاصره آن خشنود بودند.